# 泰提沙基卡梅申足球會
泰提沙基卡梅申足球會（FC Tekstilshchik Kamyshin，俄語：Футбол;ьный клуб «Текстильщик» Камышин）是一家位於俄羅斯伏爾加格勒州卡梅申的足球會，成立於1958年。
泰提沙基卡梅申自1988年起參加蘇聯乙級聯賽，並在1990年後升入甲組聯賽，翌年在聯賽獲得第11名後，它們加入蘇聯解體後新成立的俄羅斯超級足球聯賽。泰提沙基卡梅申曾經在俄羅斯頂級聯賽度過五個賽季，1993年，泰提沙基卡梅申在聯賽中獲得第四名，創出球會歷史上的最好成績，並參加歐洲足協盃；1996至1997年，球會經歷連續兩次降級（1996年頂級聯賽第17名，1997年甲組聯賽第19名）。1998年因中途因未支付參賽費而被禁止參加乙組聯賽（伏爾加區），從而降入第四級（業餘）聯賽。2009年，卡梅申市長亞歷山大·丘納科夫（Aleksandr Chunakov）宣佈自願退出職業足球聯賽行列，只會留在伏爾加格勒州參與業餘聯賽。

## 歐洲賽成績
| 賽季      | 賽事       | 階段 | 對賽球會 | 首回合   | 次回合   | 總比數 |
| --------- | ---------- | ---- | -------- | -------- | -------- | ------ |
| 1994–95年 | 歐洲足協盃 | 1R   | 貝斯薩巴 | 6–1 (主) | 0–1 (客) | 6–1    |
| 1994–95年 | 歐洲足協盃 | 2R   | 南特     | 0–2 (客) | 1–2 (主) | 1–4    |

## 外部連結
- 官方網站 （页面存档备份，存于） （俄語）
- Tekstilschik (Kamyshin) （页面存档备份，存于）, KLISF